# Fedikovella
Fedikovella is een geslacht van weekdieren uit de klasse van de Gastropoda (slakken).

## Soorten
- Fedikovella beanii (Dall, 1882)
- Fedikovella caymanensis Moskalev, 1976